# بير الزقيمة (بني حشيش)

تعديل مصدري - تعديل

بير الزقيمة هي إحدى قرى عزلة ذى مرمر بمديرية بني حشيش التابعة لمحافظة صنعاء، بلغ تعداد سكانها 29 نسمة حسب تعداد اليمن لعام 2004.